# Kamienica Morsztynowska w Krakowie
Kamienica Morsztynowska (Mortynowska, Berowska, Orlemusowska, Tymowska)  – zabytkowa kamienica znajdująca się w Krakowie, w dzielnicy I przy Rynku Głównym 16, na Starym Mieście.
Nazwa pochodzi od nazwiska rodziny Morsztynów, którzy w piętnastym stuleciu byli jej właścicielami. Obecny wygląd zawdzięcza głównie przebudowie z początku XIX wieku, której inicjatorem był ówczesny właściciel Antoni Morbitzer. Wtedy w zwieńczeniu fasady umieszczono jego monogram (AM) w otoczeniu alegorii żeglugi i handlu. 
W 1947 roku Kazimierz Książek otworzył w tej kamienicy restaurację „Pod Wierzynkiem”, którą upaństwowiono cztery lata później, a obecnie znana jest pod nazwą "Wierzynek". Wewnątrz można podziwiać salę Pompejańską z polichromią z końca XVIII wieku, salę Rycerską, która właściwie znajduje się w przyległej kamienicy Hetmańskiej, ale należy do "Wierzynka", a znajdują się w niej pochodzące z XIV wieku główki służące jako wsporniki. Na pierwszym piętrze widoczne są XVI-wieczne stropy. 
Jeśli chodzi o słynną ucztę wydaną przez Mikołaja Wierzynka, który w imieniu Rady Miejskiej podejmował we wrześniu 1364 roku cesarzy, monarchów i książęta to wiadomo na pewno, że się odbyła. Nie jest natomiast znane miejsce tego wydarzenia, a obecna kamienica w której mieści się restauracja „Wierzynek”, być może nigdy do Wierzynka nie należała.
24 listopada 1965 kamienica została wpisana do rejestru zabytków. Znajduje się także w gminnej ewidencji zabytków.